# Cynthia flava
Cynthia flava är en fjärilsart som beskrevs av Bandermann 1928. Cynthia flava ingår i släktet Cynthia och familjen praktfjärilar. Inga underarter finns listade i Catalogue of Life.